# Stephanosaurus
Stephanosaurus („Stephanův ještěr“) byl pochybný a potenciálně vědecky neplatný rod kachnozobého dinosaura, žijícího v období pozdní svrchní křídy (věk kampán, asi před 76 až 75 miliony let) na území současné kanadské Alberty (souvrství Dinosaur Park).

## Historie

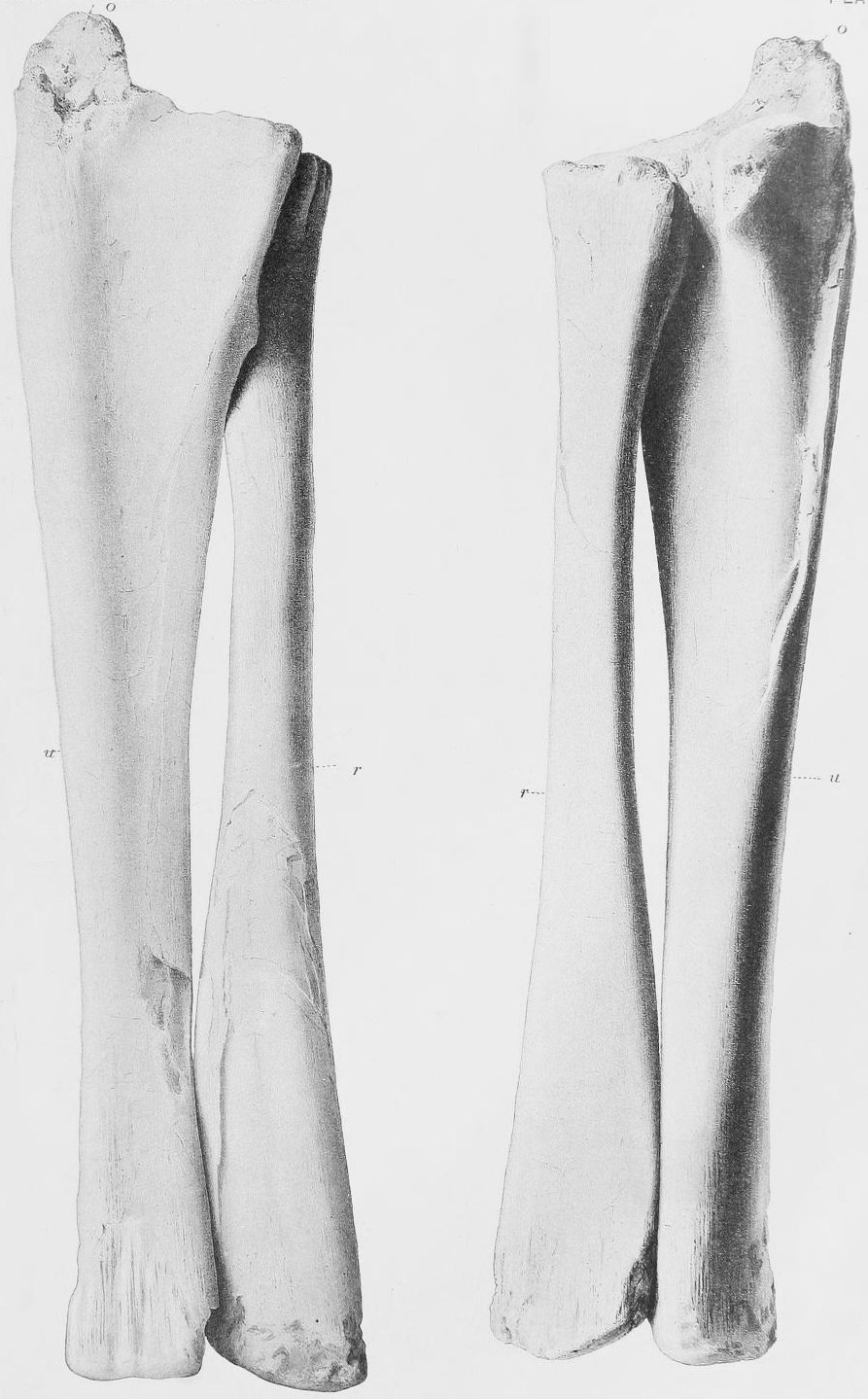
Kost loketní a kost vřetenní rodu Stephanosaurus.

Fosilie tohoto dinosaura byly objeveny na území budoucího Dinosauřího provinčního parku a popsány nejprve roku 1902 paleontologem Lawrencem Lambem jako Trachodon marginatus. Stejný paleontolog stanovil roku 1914 na základě dalších objevených fosilií nové rodové jméno Stephanosaurus. V roce 1923 stanovil paleontolog William Parks opět nové rodové jméno pro dvě objevené a dobře zachované lebky - Lambeosaurus lambei. Zároveň byla přejmenována i podčeleď stanovená Lambem, Stephanosaurinae, na dosud platné Lambeosaurinae. Druh S. marginatus nicméně zůstává pochybným vědeckým jménem (nomen dubium).